# Aubas
Aubas – miejscowość i gmina we Francji, w regionie Nowa Akwitania, w departamencie Dordogne.
Według danych na rok 1990 gminę zamieszkiwało 458 osób, a gęstość zaludnienia wynosiła 26 osób/km² (wśród 2290 gmin Akwitanii Aubas plasuje się na 744. miejscu pod względem liczby ludności, natomiast pod względem powierzchni na miejscu 631.).